# 聖馬刁郡 (加利福尼亞州)
聖馬刁郡是美国加利福尼亚州的一個郡，位於舊金山灣區的西部，包含大部份的旧金山半岛。緊鄰著聖馬刁縣北邊的是舊金山市，南邊則是聖克拉拉縣。
舊金山國際機場位於北聖馬刁縣，由舊金山機場管理委員會管理。南聖馬刁縣一般認為也包含在俗稱「硅谷」的高科技產業集中地點裡。根據2020年美國人口普查，聖馬刁縣共有76萬4442人居住在此。縣政府所在地為紅木城。

## 地理
根據美國人口普查局的統計，聖馬刁縣的總面積為1,919平方（741平方英里），其中1,163平方（449平方英里）為陸地、756平方（292平方英里）或39.40%為水面。

### 主要高速公路
- 280號州際公路 - Junipero Serra Freeway
- 380號州際公路
- 101號美國國道 - 灣岸高速公路（Bayshore Freeway）
- 1号加利福尼亚州州道
- 84号加利福尼亚州州道 - Woodside Road, 鄧巴頓大橋（Dumbarton Bridge）
- 92号加利福尼亚州州道 - J. Arthur Younger Freeway, 聖馬刁大橋（San Mateo Bridge）

### 毗鄰縣份
- 舊金山市與縣（San Francisco City and County） - 北方
- 阿拉米達縣（Alameda County） - 東方
- 聖塔克拉拉縣（Santa Clara County） - 東南方
- 聖塔克魯茲縣（Santa Cruz County） - 南方

### 建制市镇
| 自治体（市/镇）                                           | 成立年份 | 人口（2018） |
| --------------------------------------------------------- | -------- | ------------ |
| 阿瑟顿（Atherton）                                        | 1923     | 7,187        |
| 贝尔蒙特（Belmont）                                       | 1926     | 27,113       |
| 布里斯班／布里斯本（Brisbane）                            | 1961     | 4,693        |
| 伯灵格姆（Burlingame）                                    | 1908     | 30,467       |
| 科尔马（Colma）                                           | 1924     | 1,510        |
| 戴利城（Daly City）                                       | 1911     | 107,008      |
| 东帕罗奥图（East Palo Alto）                              | 1983     | 29,519       |
| 福斯特城（Foster City）                                   | 1971     | 34,151       |
| 半月湾（Half Moon Bay）                                   | 1959     | 12,973       |
| 希尔斯伯勒（Hillsborough）                                | 1910     | 11,444       |
| 门洛帕克／门洛公园（Menlo Park）                          | 1927     | 34,549       |
| 密尔布瑞（Millbrae）                                      | 1948     | 22,557       |
| 帕西菲卡（Pacifica）                                      | 1957     | 38,759       |
| 波托拉谷（Portola Valley）                                | 1964     | 4,550        |
| 雷德伍德城／红木城（Redwood City）                        | 1897     | 86,200       |
| 圣布鲁诺（San Bruno）                                     | 1914     | 43,047       |
| 圣卡洛斯（San Carlos）                                    | 1925     | 30,364       |
| ／（San Mateo）                                           | 1894     | 105,025      |
| 南旧金山／南三藩市／南圣弗朗西斯科（South San Francisco） | 1908     | 67,733       |
| 伍赛德／木林方（Woodside）                                | 1956     | 5,510        |

## 外部連結
- 聖馬刁縣政府官方網站(英) （页面存档备份，存于）